# Ginalloa arnottiana
Ginalloa arnottiana là một loài thực vật có hoa trong họ Santalaceae. Loài này được Korth. mô tả khoa học đầu tiên năm 1839.